# Constant de Hubble

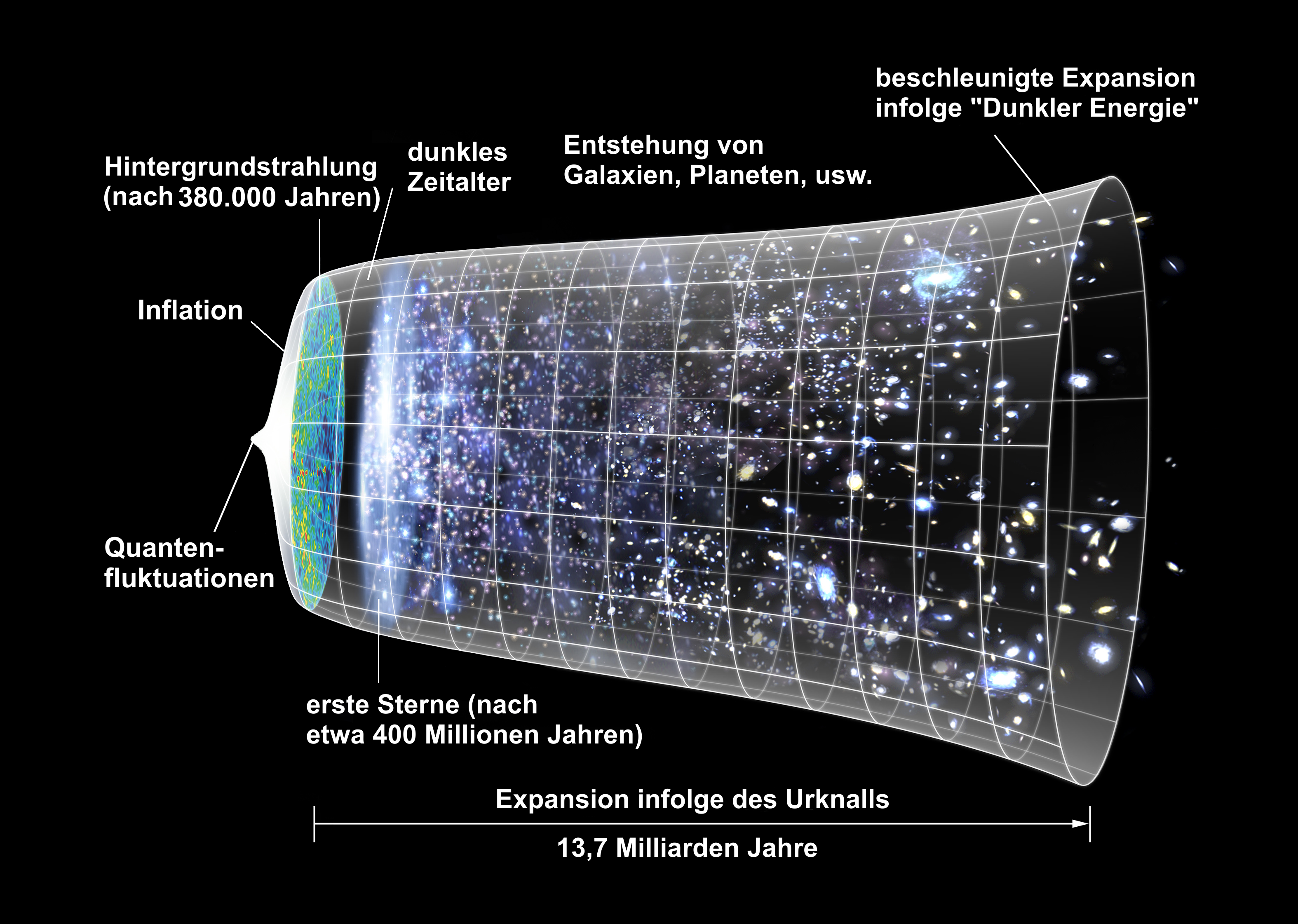
La constant de Hubble és la base de l'explicació de l'expansió de l'Univers.

En cosmologia, la llei de Hubble-Lemaître estableix una relació de proporcionalitat entre la distància i la velocitat de recessió de les galàxies. Va ser formulada per Edwin Hubble i Milton Humason el 1929 després de gairebé una dècada d'observacions. Actualment, es considera una evidència fonamental en suport de la teoria del big bang i l'expansió de l'Univers.
Les observacions demostraven que la llum provinent de les galàxies presenta un desplaçament cap al roig (altrament anomenat redshift) proporcional a la seva distància respecte al sistema solar, el qual és determinat mitjançant el corriment de les línies espectrals de les galàxies. Això implica que les galàxies s'allunyen a una velocitat proporcional a la seva distància, ja que en l'aproximació per a velocitats no relativistes es pot afirmar el següent, segons els càlculs de l'efecte Doppler:
{\displaystyle z={\frac {\lambda _{o}-\lambda _{e}}{\lambda _{e}}}={\frac {\lambda _{o}}{\lambda _{e}}}-1={\sqrt {\frac {1+v/c}{1-v/c}}}-1\approx {\frac {v}{c}}\ .}
En què:
- λo, λe són les longituds d'ona observada i emesa, respectivament.
- z és el desplaçament al roig observat; és a dir, la relació entre la variació en la longitud d'ona deguda a l'efecte Doppler i la longitud d'ona emesa.
- v, c són la velocitat de la galàxia en qüestió i la de la llum, respectivament.

Això ens porta, en efecte, a la llei de Hubble-Lemaître, que estableix la proporció entre la distància D en què es troba la galàxia:
c·z = v = H0D
La constant de proporcionalitat és la constant de Hubble (H0), que correspon a la velocitat d'expansió actual de l'Univers, en primera aproximació.
L'any 2003, les dades aconseguides pel satèl·lit WMAP van donar un valor de 71 ± 4 (km/s)/Mpc. El març del 2006, noves dades del WMAP han aconseguit refinar aquest valor fins a 70 +2,4/-3,2 (km/s)/Mpc.

## La velocitat de recessió
Atribuïm a a(t) com a factor d'escala de l'Univers, el qual és determinat segons el model cosmològic elegit, en general, de les equacions de Friedmann. Imaginem ara un univers amb unes coordenades que es commouen amb l'acceleració, de manera que entre la galàxia A i la galàxia B exemplars hi tenim una separació Δx constant. Afegim a més, la condició que la galàxia A i la B no tenen cap mena de velocitat relativa, ja que en aquest cas l'augment físic de distància és només degut a l'acceleració de l'Univers.
D'aquesta manera, l'evolució d'aquesta distància al llarg del temps, segons aquestes definicions, quedarà com:
D(t) = a(t) Δx
- D(t) és la distància física entre les dues galàxies.
- Δx és la distància coordenada.

De la mateixa manera que quan pintem uns punts sobre un globus i després l'inflem, segons les coordenades del globus que es commouen amb l'expansió, la separació entre els dos punts seria la mateixa, però físicament hi haurà més distància, a causa del mateix fenomen físic de l'expansió.
Així mateix, podem calcular la velocitat de recessió entre aquestes galàxies, derivant D respecte al temps:
{\displaystyle {\frac {d(D(t))}{dt}}={\frac {d(a(t))}{dt}}\Delta x\,}
Dividint aquesta expressió per l'anterior:
{\displaystyle {\frac {\frac {d(D(t))}{dt}}{D(t)}}={\frac {\frac {d(a(t))}{dt}}{a(t)}}=H(t)\,}
En què hem obtingut, per definició, la constant de Hubble H(t). Si bé és cert que la denominació de H(t) com a constant pot ser desafortunada, ja que depèn del temps i del model cosmològic en particular, cal tenir en compte que és la mateixa arreu de l'Univers.
Així doncs, la velocitat de recessió entre les dues galàxies quedarà com:
{\displaystyle {\frac {d(D(t))}{dt}}={\frac {d(a(t))}{dt}}\Delta x=H(t)a(t)\Delta x=H(t)D(t)\,}
En què hem recuperat l'expressió trobada experimentalment per Edwin Hubble, si fem l'aproximació que a distàncies petites H(t) és una constant en el temps.

## Generalització
Realment, però, en fer ús de la llei de Hubble-Lemaître, cal prendre en consideració el model de Friedmann-Lemaître-Robertson-Walker, que descriu la forma de l'espaitemps en un univers espacialment homogeni i isòtrop amb la mètrica:
{\displaystyle -c^{2}\mathrm {d} \tau ^{2}=-c^{2}\mathrm {d} t^{2}+{a(t)}^{2}\mathrm {d} \mathbf {\Sigma } ^{2}}
Fins ara, hem tingut un tractament purament geomètric i cinemàtic. Amb tot, però, per fer un tractament més complet ens falta saber l'evolució del factor d'escala, a(t). Tenint en compte els postulats de la relativitat general, amb les assumpcions necessàries de simetria de l'Univers, anem a parar a les equacions de Friedmann:
{\displaystyle H^{2}\equiv \left({\frac {\dot {a}}{a}}\right)^{2}={\frac {8\pi G\rho +\Lambda }{3}}-K{\frac {c^{2}}{a^{2}}}}
{\displaystyle 3{\frac {\ddot {a}}{a}}=\Lambda -4\pi G(\rho +{\frac {3p}{c^{2}}})}
- {\displaystyle \Lambda } és la constant cosmològica possiblement causada per l'energia del buit.
- {\displaystyle G} és la constant de gravitació.
- {\displaystyle c} és la velocitat de la llum.
- {\displaystyle a} és el factor d'escala de l'Univers.
- ρ és la densitat d'energia.
- {\displaystyle K} és la curvatura gaussiana quan {\displaystyle a=1} (per exemple, avui).

H(t) ve determinat per la curvatura de l'Univers i la densitat d'energia. Ens cal, a més, especificar quina relació tenim entre la pressió p i la densitat d'energia ρ. Això s'aconsegueix amb l'equació d'estat, que depèn de si l'Univers és dominat per la matèria, per la radiació o per l'energia del buit.